# Rock Point Provincial Park
Rock Point Provincial Park är en park i Kanada.   Den ligger i provinsen Ontario, i den sydöstra delen av landet, 400 km sydväst om huvudstaden Ottawa. Rock Point Provincial Park ligger 178 meter över havet.
Terrängen runt Rock Point Provincial Park är mycket platt. Runt Rock Point Provincial Park är det ganska glesbefolkat, med 43 invånare per kvadratkilometer.. Närmaste större samhälle är Dunnville, 7,3 km nordväst om Rock Point Provincial Park. 
Omgivningarna runt Rock Point Provincial Park är en mosaik av jordbruksmark och naturlig växtlighet.